# Hans-Günter Bruns
Hans-Günter Bruns (Mülheim an der Ruhr, 1954. november 15. –) nyugatnémet válogatott német labdarúgó, középpályás, edző.

## Pályafutása

### Klubcsapatban
1965-ben az RSV Mülheim csapatában kezdte a labdarúgást, majd a Rot-Weiss Mülheim és 1971-től a Schalke 04 korosztályos csapataiban folytatta. 1973-ban mutatkozott be a Schalke első csapatában, ahol három idényen át 20 bajnoki mérkőzésen szerepelt és két gólt szerzett. 1976 és 1978 között a Wattenscheid 09 labdarúgója volt. 1978–79-ben a Borussia Mönchengladbach, 1979–80-ban a Fortuna Düsseldorf együtteseiben játszott. 1980-ban visszatért a Mönchengladbachhoz és tíz szezon át ott szerepelt. 1990-ben vonult vissza az aktív labdarúgástól.

### A válogatottban
1984-ben négy alkalommal szerepelt a nyugatnémet válogatottban. Részt vett az 1984-es franciaországi Európa-bajnokságon.

### Edzőként
2003 óta edzőként tevékenykedik. 2013-ig a következő csapatoknál tevékenykedett: Adler Osterfeld, VfB Speldorf, SSVg Velbert, Rot-Weiß Oberhausen és Wuppertaler SV Borussia. 2014 óta a DJK Arminia Klosterhardt szakmai munkáját irányítja.

## Sikerei, díjai
Fortuna Düsseldorf
- Nyugatnémet kupa (DFB-Pokal)
  - győztes: 1980

 Borussia Mönchengladbach
- Nyugatnémet kupa (DFB-Pokal)
  - döntős: 1984